# این جنگ است (ترانه)
«این جنگ است» (به انگلیسی: This Is War) تک‌آهنگی از ترتی سکندز تو مارس است که در ۲۶ مارس ۲۰۱۰ منتشر شد. این تک‌آهنگ در آلبوم این جنگ است قرار داشت.